# Zera belti
Zera belti är en fjärilsart som beskrevs av Frederick DuCane Godman och Osbert Salvin 1894. Zera belti ingår i släktet Zera och familjen tjockhuvuden. Inga underarter finns listade i Catalogue of Life.